# Ramona (lied)
Ramona is een lied geschreven door L. Wolfe Gilbert en Mabel Wayne. In Nederland, maar ook elders, is het voornamelijk bekend in de uitvoering van het Indonesisch-Nederlandse duo The Blue Diamonds, dat er in 1961 een wereldhit mee had.

## Achtergrond
Het is de titelsong van de gelijknamige stomme film uit 1928. Het was toen de derde verfilming van de avonturenroman Ramona uit 1884 van Helen Hunt Jackson. Het lied bereikte in Amerika de status van evergreen. Genoemde film was nog een stomme film in de zin, dat er geen dialogen van de acteurs waren. Maar er was een muziekband met geluidseffecten, en daarop stond het lied Ramona, gezongen door de Mexicaanse hoofdrolspeelster Dolores del Río. Ook had Paul Whiteman en zijn orkest het al vastgelegd. Nog in hetzelfde jaar 1928 werd het op grammofoonplaat gezet door de eerste crooners: Gene Austin en "Whispering" Jack Smith. In deze uitvoeringen was het een langzame wals, die ook in Nederland op de plaat werd gezet door Kees Pruis. In de volgende jaren verschenen er versies met latin en jazzy invloeden, zoals die van Louis Armstrong en Jim Reeves.

## The Blue Diamonds

### Achtergrond
Het Indisch-Nederlandse duo Ruud de Wolff en Riem de Wolff (alias The Blue Diamonds) begon zijn carrière als "de Nederlandse The Everly Brothers". Hun coverversies van hits als (Till) I kissed you, Bye bye love, Let it be me en Cathy's clown kwamen op de Nederlandse en Duitse markt veel eerder uit dan het origineel; mensen waren vervolgens niet bereid ook het origineel te kopen. De Nederlandse distributeur van muziek van The Everly Brothers was Bovema en die maakte daar bij Philips Records (eigenaar van Fontana Records en Decca Records) bezwaar tegen, hetgeen de ruzie tussen beide platenlabels, ontstaan bij de overstap van Peter Koelewijn van Bovema naar Philips, alleen maar versterkte. Bovema stapte vervolgens naar Warner Records, het Amerikaanse platenlabel van The Everly Brothers, en deze kreeg wel een voet tussen de deur bij Philips in Eindhoven.

### Ramonavan The Blue Diamonds
De A&R-manager van Phonogram Records, Jack Bulterman, ging daarom op zoek naar alternatief materiaal voor het duo. Hij liet hen de filmversie van Ramona horen, maar aanvankelijk zagen de broers De Wolff er niets in (Ruud: "Dit is muziek voor ouwe lullen"; Riem: "Wij willen rock'n'roll"). Ten slotte stemden ze mede onder druk van vader De Wolff ("Wat een leuke liedjes") er in toe een uptempoversie op de plaat te zetten. Het arrangement was van Bulterman, die ook leider was van het achtergrondkoor (namen zijn verloren gegaan) en orkestje. Onder leiding van geluidstechnicus Ruud van Lieshout trok een gezelschap in augustus 1960 de Hof van Holland-studio in Hilversum in om het op te nemen. Naast de broeders De Wolff (alleen zang) zijn studiomuzikanten Lex Vervuurt (gitaar), Wim Sanders (gitaar), Ger Daalhuisen (bas), Kees Kranenburg (drumstel), Kees Kranenbrug jr. (tamboerijn) en Tony Verhulst (saxofoon) te horen (Vervuurt, Sanders, Daalhuisen en Kranenburg waren The Four Sweeters). De twee gitaristen spelen om en om, waarbij ook de gitaarsolo geknipt wordt; het bleek haast niet mogelijk die door één gitarist te laten spelen. Bulterman is niet tevreden met de opname en gaat terwijl de musici even pauzeren knutselen. Er moet percussie bij, Bulterman dacht eerst aan handgeklap, maar het werd uiteindelijk de tamboerijn. Daarna worden de stemmen van De Wolff-broertjes anders gemixt (Ruud over Riem). Het zit de broertjes mee, Willy Alberti moet afzeggen voor een televisieprogramma over Wilhelmina en in plaats van Alberti kregen de kijkers The Blue Diamonds te zien. De maandag erop staat de telefoon roodgloeiend bij de platenmaatschappij. Het werd in Nederland direct een grote hit, die een half jaar stand hield in de top 10. Al vrij snel gaan er 280.000 exemplaren over de Nederlandse toonbanken. Andere landen volgden snel. Er verschenen vertalingen gemaakt in het Spaans en het Maleis, en de plaat behaalde de eerste plaats in België, Duitsland, Zwitserland, Oostenrijk, Spanje, Frankrijk, Mexico, Thailand, Japan en Indonesië. In de Billboard Hot 100 stond het vijf weken genoteerd met als hoogste notering plaats 72. In het eerste jaar werden 3 à 4 miljoen exemplaren verkocht; in 1985 was de teller opgelopen tot 8 miljoen. Uiteindelijk verkochten de broers 20 miljoen exemplaren van Ramona.
De B-kant bevatte ook al een cover: de jazzstandard All of Me van Gerald Marks en Seymour Simons. Ramona werd vervolgens ook de titel van een ep, waarbij de liedjes van de single beide de A-kant vormen.

### Notering in NPO Radio 5 Evergreen Top 1000
| Evergreen Top 1000 Ramona | Evergreen Top 1000 Ramona | Evergreen Top 1000 Ramona | Evergreen Top 1000 Ramona | Evergreen Top 1000 Ramona | Evergreen Top 1000 Ramona | Evergreen Top 1000 Ramona | Evergreen Top 1000 Ramona | Evergreen Top 1000 Ramona | Evergreen Top 1000 Ramona | Evergreen Top 1000 Ramona | Evergreen Top 1000 Ramona | Evergreen Top 1000 Ramona | Evergreen Top 1000 Ramona | Evergreen Top 1000 Ramona | Evergreen Top 1000 Ramona | Evergreen Top 1000 Ramona |
| Jaar                      | 2008                      | 2009                      | 2010                      | 2011                      | 2012                      | 2013                      | 2014                      | 2015                      | 2016                      | 2017                      | 2018                      | 2019                      | 2020                      | 2021                      | 2022                      | 2023                      |
| ------------------------- | ------------------------- | ------------------------- | ------------------------- | ------------------------- | ------------------------- | ------------------------- | ------------------------- | ------------------------- | ------------------------- | ------------------------- | ------------------------- | ------------------------- | ------------------------- | ------------------------- | ------------------------- | ------------------------- |
| Positie                   | 9                         | 5                         | 7                         | 7                         | 1                         | 12                        | 14                        | 24                        | 16                        | 35                        | 81                        | 139                       | 123                       | 177                       | 166                       | 212                       |

### NPO Radio 2 Top 2000
| Nummer met noteringen in de NPO Radio 2 Top 2000 | '99 | '00 | '01  | '02 | '03 | '04 | '05 | '06 | '07 | '08 | '09  | '10  | '11  | '12  |
| ------------------------------------------------ | --- | --- | ---- | --- | --- | --- | --- | --- | --- | --- | ---- | ---- | ---- | ---- |
| Ramona                                           | 504 | 598 | 1036 | 948 | 460 | 752 | 707 | 833 | 747 | 703 | 1506 | 1394 | 1555 | 1517 |

1. ↑  Een vetgedrukt getal geeft de hoogste notering aan.
2. ↑  Deze tabel is bijgewerkt tot en met de laatste editie (2024).